# Route nationale 456
Pour les articles homonymes, voir Route 456.
La route nationale 456 ou RN 456 était une route nationale française reliant Augy à Aisy-sur-Armançon. Après les déclassements de 1972, elle est devenue RD 956.

## De Augy à Aisy-sur-Armançon D 956
- Augy (km 0)
- Saint-Bris-le-Vineux (km 4)
- Lichères-près-Aigremont (km 22)
- Aigremont (km 25)
- Noyers (km 34)
- Censy (km 38)
- Pasilly (km 41)
- Sanvigne
- Étivey (km 47)
- Aisy-sur-Armançon (km 55)